# Terry Bisson
Terry Ballantine Bisson (Owensboro, 12 de febrero de 1942-10 de enero de 2024) fue un escritor estadounidense de ciencia ficción y fantasía. Estudió en la Universidad de Louisville y residió en  Oakland, California.

## Carrera artística
Bisson es conocido por escribir relatos breves, incluyendo Bears Discover Fire (1990) por el que ganó el Premio Hugo al mejor relato corto en 1991 y el Premio Nébula en la misma categoría; en 2001 ganó su segundo Premio Nébula por Macs y su segundo Premio Locus, además de su primer Grand Prix de l'Imaginaire. También escribió varias novelas, entre ellas versiones de películas como El quinto elemento de Luc Besson y Johnny Mnemonic, basado en un relato corto de William Gibson.
Trabajó junto a Greg Bear, Roger Zelazny y Anne McCaffrey en el campo de la historieta. Además, terminó de pulir el manuscrito de la novela Saint Leibowitz and the Wild Horse Woman, la secuela del A Canticle for Leibowitz de Walter M. Miller, a petición del propio autor.

## Obras

### Novela
- Wyrldmaker (1981)
- Talking Man (1986)
- Fire on the Mountain (1988)
- Voyage to the Red Planet (1990)
- Virtuosity (1995)
- Johnny Mnemonic (1995)
- Pirates of the Universe (1996)
- The Fifth Element (1997)
- Galaxy Quest (1999)
- The 6th Day (2000)
- The Pickup Artist (2001)
- Any Day Now (2012)

### Colecciones
- Bears Discover Fire and Other Stories (1993)
- In the Upper Room and Other Likely Stories (2000)
- Greetings (2005)
- The Left Left Behind (2009)
- TVA Baby and Other Stories (2011)

### Series de ficción
- Aliens Universe
  - Alien
    - Alien Resurrection: The Official Junior Novelization (1997)
- Billy
  - Billy and the Ants (2005)
  - Billy and the Bulldozer (2005)
  - Billy and the Talking Plant (2006)
  - Billy and the Fairy (2006)
  - Billy and the Unicorn (2006)
  - Billy and the Spacemen (2006)
  - Billy and the Circus Girl (2006)
  - Billy and the Magic Midget (2006)
  - Billy and the Wizard (2007)
  - Billy and the Flying Saucer (2008)
  - Billy's Book (2009), que apareció también como Billy's Picture Book (2010)
  - Billy and the Pond Vikings (2009)
  - Billy and the Time Skateboard (2009)
  - Billy and the WITHC (2009)
  - Billy in Dinosaur City (2009)
- Gemini Jack
  - 1 Be First in the Universe (2000) con Stephanie Spinner
  - 2 Expiration Date: Never (2001) con Stephanie Spinner
- Star Wars Universe
  - Star Wars: Boba Fett
    - 1 The Fight To Survive (2002)
    - 2 Crossfire (2002)
- The Real Adventures of Jonny Quest
  - 1 Jonny Quest: The Demon of the Deep (1996) como Brad Quentin
  - 4 Jonny Quest: Peril in the Peaks (1997) como Brad Quentin
  - 8 Jonny Quest: Attack of the Evil Cyber-God (1997) como Brad Quentin
- The X-Files Universe
  - The X-Files Young Adult Series
    - 16 Miracle Man (2000)
- Wilson Wu and Irving
  - 1 The Hole in the Hole (1994)
  - 2 The Edge of the Universe (1996)
  - 3 Get Me to the Church on Time (1998)
  - Numbers Don't Lie (2001) que apareció como Numbers Don't Lie (2005)

### No ficción
- Nat Turner (1988)

•	On a Move: The Story of Mumia Abu Jamal (2001)